# 3722-es busz
A 3722-es jelzésű autóbuszvonal Miskolc, Szikszó, Baktakék és Encs között húzódó helyközi vonal, amelyet a Volánbusz Zrt. üzemeltet.

## Útvonala
A miskolci autóbusz-állomásról indul. A 3-as főúton indul el Szikszó irányába a Zsolcai kapun keresztül. A Gömöri felüljárón, a miskolci Volán- és MVK-telep szomszédságában közlekedik, eközben a Sajó folyót keresztezi, illetve több bevásárlóközpont mellett vezet útja. Az M30-as autópálya alatt átmegy, majd elhagyja a megyeszékhelyet.
Északkeleti irányban elhalad a felsőzsolcai ipari park közelében, illetve hosszú egyenesen át ér első településére, Szikszóra. A Hell üzemei mentén a városi gimnáziumnál a központba hajt, a legnagyobb forgalmat lebonyolító Táncsics utcai megállóban ágazik el a szikszói kórház felé, mint ahogy a 3710-es buszok Szikszóig közlekedő járatai. Tovább a főúton Encs felé a szomszédos község Aszaló. A települést a főút keresztezi, azonban az áthaladó járatok nagyobbik része nem fedi le a keleti részében élőket, az állomáson túl lakókat, hétköznap 1 járat kitérést tesz ide is. Nemsokkal később a halmaji csomópontban elhagyja a főutat a Cserehát felé, előtte a legtöbb indítás a falu vasútállomásán általában vonathoz csatlakozik (a menetrendben ez nincs megjelenítve). Itt távolodik el a Csobaj felé vezető, fő 3720-as buszvonaltól, mely a 3-as úton közelíti meg a vonal végállomását. A Vasonca-patak folyásának mentén Kázsmárkot vágja félbe, utána Léh településen szolgálja ki az ott élőket. A vele összenőtt község Borsod-Abaúj-Zemplén megye leghosszabb nevű községe, Rásonysápberencs. Változatlanul a 2624-es mellékúton az egykori Abaúj vármegye területén kettő törpefalun, Deteken és Bereten siklik át (melyből az előbbi egy encsi járatpárnak végállomása). A megyeszékhelytől 40 kilométerrel északkeletre, a Cserehát keleti csücskében érkezik Baktakékre, a 3716-os buszok végállomására. A település több irányból is megközelíthető, Abaújlak, Alsógagy, Fancsal és jelenesetben Beret felől, melyet Fancsal felé hagy el.
Az Alsó-Hernád-völgy vidékén a falvat kettészeli, kicsivel később az egykori Abaúj vármegye területének közepe felé közelítve Forró települést fűzi útvonalára, ahová becsatlakozik az imént említett 3720-as buszok útjába, illetve a 3-as főútba, úgy éri el a vele összenőtt járásközpontot, Encs városát, a Forró-Encs vasútállomás mentén ér célba a helyi buszállomásra, végállomására. Miskolc felől tanszüneti és szombati indítás az 1984-től hozzácsatolt Abaújdevecser városrészébe is kitér.

## Közlekedése
Indításai minden nap történnek, alacsony indításszámmal. A vonalszámmal pár Miskolc és Encs; Baktakék és Encs; Encs és Detek közötti járat ingázik. A két járásközpont Miskolc – Szikszó – Csobád – Forró – Encs útvonalon a 3720-as és a 3723-as buszokkal, és a Miskolc–Hidasnémeti-vasútvonalon is összekapcsolt, jóval nagyobb összeköttetésben.
Kizárólag szóló buszok közlekednek, nagyrészt az encsi üzemegység állományából. 

### Törzsjárművei
- a PIG-498 rendszámú Credo Econell 12 autóbusz.

| Viszonylat                             | Indításszám     | Közlekedési rend     |
| -------------------------------------- | --------------- | -------------------- |
| Miskolc, aut. áll. – Encs, aut. áll.   | 3 oda, 1 vissza | munkanapokon         |
| Miskolc, aut. áll. – Encs, aut. áll.   | 3 oda, 1 vissza | szabadnapokon        |
| Miskolc, aut. áll. – Encs, aut. áll.   | 1 vissza        | munkaszüneti napokon |
| Detek, kh. – Encs, aut. áll.           | 1 pár           | tanítási napokon     |
| Baktakék, aut. ford. ➝ Encs, aut. áll. | 1 oda           | tanítási napokon     |

## Megállóhelyei
| 0                                                                            | Miskolc, autóbusz-állomás végállomás            | 0.0 km  | 1, 1G, 3, 3A, 4, 7, 11, 12G, 20, 20A, 24, 28, 32, 34G, 35, 43, 44, 45, 101B, 900, 914, 935 1050, 1053, 1369, 1370, 1372, 1373, 1374, 1375, 1376, 1377, 1380, 1381, 1383, 1384, 1410, 1411 3700, 3701, 3702, 3703, 3704, 3705, 3706, 3707, 3708, 3709, 3710, 3711, 3712, 3714, 3715, 3716, 3717, 3718, 3719, 3720, 3721, 3723, 3724, 3726, 3727, 3728, 3729, 3730, 3731, 3733, 3734, 3735, 3736, 3737, 3738, 3739, 3740, 3741, 3742, 3743, 3744, 3745, 3746, 3747, 3748, 3749, 3750, 3751, 3752, 3753, 3754, 3755, 3757, 3760, 3761, 3764, 3765, 3766, 3767, 3770, 3772, 3773, 3774, 3775, 3776, 3777, 4019 |
| 1                                                                            | Miskolc, Baross Gábor utca                      | 1.5 km  | 7, 8 3706, 3710, 3712, 3715, 3716, 3717, 3718, 3719, 3720, 3721, 3723, 3724, 3726, 3727, 3728, 3729, 3730, 3731, 3733, 3734, 3735, 3736, 3737 |
| 2                                                                            | Miskolc, Szondi György utca                     | 2.0 km  | 1, 1G, 3A, 7, 8, 12G, 14G, 20, 21, 21G, 30, 31, 32, 34G, 35, 35G, 101B, 900, 901, 935, Auchan 1 3706, 3710, 3712, 3715, 3716, 3717, 3718, 3719, 3720, 3721, 3723, 3724, 3726, 3727, 3728, 3729, 3730, 3731, 3733, 3734, 3735, 3736, 3737 |
| 3                                                                            | Miskolc, Fonoda utca                            | 2.3 km  | 7 3706, 3710, 3712, 3715, 3716, 3717, 3718, 3719, 3720, 3721, 3723, 3724, 3726, 3727, 3728, 3729, 3730, 3731, 3733, 3734, 3735, 3736, 3737 |
| 4                                                                            | Miskolc, Metro áruház                           | 3.3 km  | 7 3706, 3710, 3712, 3715, 3716, 3717, 3718, 3719, 3720, 3721, 3723, 3724, 3726, 3727, 3728, 3729, 3730, 3731, 3733, 3734, 3735, 3736, 3737 |
| 5                                                                            | Miskolc, Auchan áruház                          | 3.8 km  | 7, Auchan 1 3706, 3710, 3712, 3715, 3716, 3717, 3718, 3719, 3720, 3721, 3723, 3724, 3726, 3727, 3728, 3729, 3730, 3731, 3733, 3734, 3735, 3736, 3737 |
| 6                                                                            | Felsőzsolca, ipari park bejárati út             | 7.5 km  | 3710, 3712, 3715, 3716, 3717, 3718, 3719, 3720, 3721, 3723, 3728 |
| 7                                                                            | 3-as számú út, 186-os kilométer                 | 8.2 km  | 3710, 3712, 3715, 3716, 3717, 3718, 3719, 3720, 3721, 3723, 3728 |
| 8                                                                            | Szikszó, Turul                                  | 11.2 km | 3710, 3712, 3715, 3716, 3717, 3718, 3719, 3720, 3721, 3723, 3728 |
| 9                                                                            | Ongaújfalui elágazás                            | 12.9 km | 3710, 3712, 3715, 3716, 3717, 3718, 3719, 3720, 3721, 3723, 3728 |
| 10                                                                           | Szikszó, Hell Energy Kft.                       | 14.1 km | 3710, 3712, 3715, 3716, 3717, 3718, 3719, 3720, 3721, 3723, 3728 |
| 11                                                                           | Szikszó, Miskolci utca 83.                      | 15.5 km | 3710, 3712, 3715, 3716, 3717, 3718, 3719, 3720, 3721, 3723, 3728 |
| 12                                                                           | Szikszó, gimnázium                              | 16.2 km | 3710, 3712, 3715, 3716, 3717, 3718, 3719, 3720, 3721, 3723, 3728 |
| 13                                                                           | Szikszó, Rákóczi út Penny                       | 16.9 km | 3710, 3712, 3715, 3716, 3717, 3718, 3719, 3720, 3721, 3723, 3728 |
| 14                                                                           | Szikszó, Táncsics utca                          | 17.2 km | 3710, 3712, 3713, 3715, 3716, 3717, 3718, 3719, 3720, 3721, 3723, 3728 |
| 15                                                                           | Szikszó, kórház                                 | 18.5 km | 3710, 3715, 3716, 3719, 3720, 3721, 3723, 3728 |
| 16                                                                           | Aszaló, bejárati út                             | 21.0 km | 3715, 3716, 3719, 3720, 3721, 3723, 3728 |
| Munkanapokon 1 alkalommal érintett.                                          |                                                 |         | |
| ∫                                                                            | Aszaló, Kossuth utca                            | ∫       | 3715, 3716, 3719, 3720, 3721 személyvonat – Aszaló [90.] |
| ∫                                                                            | Aszaló, községháza                              | ∫       | 3715, 3716, 3719, 3720, 3721 |
| ∫                                                                            | Aszaló, Kossuth utca                            | ∫       | 3715, 3716, 3719, 3720, 3721 személyvonat – Aszaló [90.] |
| 16                                                                           | Aszaló, bejárati út                             | 21.0 km | 3715, 3716, 3719, 3720, 3721, 3723, 3728 |
| 17                                                                           | Halmaji elágazás                                | 24.8 km | 3716, 3719, 3720, 3721, 3723, 3728, 3829, 3830 |
| Munkanapokon 3; szabadnapokon 4; munkaszüneti napokon 1 alkalommal érintett. |                                                 |         | |
| ∫                                                                            | Halmaj vasútállomás                             | ∫       | 3716, 3719, 3720, 3721, 3723, 3728, 3829, 3830 IC, személyvonat – Halmaj [90.] |
| 17                                                                           | Halmaji elágazás                                | 24.8 km | 3716, 3719, 3720, 3721, 3723, 3728, 3829, 3830 |
| 18                                                                           | Kázsmárk, tanya                                 | 25.8 km | 3716, 3719, 3830 |
| 19                                                                           | Kázsmárk, Fő utca 45.                           | 27.0 km | 3716, 3719, 3830 |
| 20                                                                           | Kázsmárk, óvoda                                 | 27.8 km | 3716, 3719, 3830 |
| 21                                                                           | Léh, autóbusz-váróterem                         | 29.3 km | 3716, 3719, 3830 |
| 22                                                                           | Léh, Rákóczi utca 24.                           | 30.1 km | 3716, 3719, 3830 |
| 23                                                                           | Rásonysápberencs, Rákóczi utca                  | 30.9 km | 3716, 3719, 3830 |
| 24                                                                           | Rásonysápberencs, autóbusz-váróterem            | 32.0 km | 3716, 3719, 3830 |
| 25                                                                           | Detek, községháza vonalközi végállomás          | 35.1 km | 3716, 3719, 3830 |
| 26                                                                           | Beret, községháza                               | 36.6 km | 3716, 3719, 3830 |
| 27                                                                           | Beret, Rákóczi utca 10.                         | 37.3 km | 3716, 3719, 3830 |
| 28                                                                           | Baktakék, iskola                                | 38.2 km | 3716, 3719, 3830 |
| 29                                                                           | Baktakék, fancsali elágazás                     | 38.6 km | 3716, 3719, 3811, 3812, 3815, 3830 |
| Tanítási napokon 1 alkalommal nem érintett.                                  |                                                 |         | |
| 30                                                                           | Baktakék, községháza                            | 39.0 km | 3716, 3719, 3811, 3812, 3815, 3830 |
| 31                                                                           | Baktakék, autóbusz-forduló vonalközi végállomás | 39.9 km | 3716, 3719, 3811, 3815, 3830 |
| 32                                                                           | Baktakék, községháza                            | 40.8 km | 3716, 3719, 3811, 3812, 3815, 3830 |
| 33                                                                           | Baktakék, fancsali elágazás                     | 41.2 km | 3716, 3719, 3811, 3812, 3815, 3830 |
| 34                                                                           | Fancsal, vegyesbolt                             | 45.1 km | 3723, 3811, 3812, 3815 |
| 35                                                                           | Fancsal, alsó bejárati út                       | 45.6 km | 3723, 3811, 3812, 3815 |
| 36                                                                           | Forró, fancsali elágazás                        | 49.1 km | 3720, 3723, 3728, 3811, 3812, 3815, 3816 |
| Tanszünetben munkanapokon 1; szabadnapokon 1 alkalommal érintett.            |                                                 |         | |
| ∫                                                                            | Abaújdevecser, bejárati út                      | ∫       | 3802, 3815, 3816 |
| ∫                                                                            | Abaújdevecser, Kossuth utca                     | ∫       | 3802, 3815, 3816 |
| ∫                                                                            | Abaújdevecser, autóbusz-forduló                 | ∫       | 3802, 3815, 3816 |
| ∫                                                                            | Abaújdevecser, Kossuth utca                     | ∫       | 3802, 3815, 3816 |
| ∫                                                                            | Abaújdevecser, bejárati út                      | ∫       | 3802, 3815, 3816 |
| 37                                                                           | Encsi elágazás                                  | 50.5 km | 3720, 3723, 3728, 3802, 3811, 3812, 3815, 3816 |
| 38                                                                           | Encs, gimnázium                                 | 51.1 km | 3720, 3723, 3728, 3802, 3804, 3811, 3812, 3815, 3816, 3819, 3821 |
| 39                                                                           | Encs, iskola (↓)                                | 51.9 km | 3720, 3723, 3728, 3802, 3803, 3804, 3806, 3808, 3809, 3810, 3811, 3812, 3815, 3816, 3819, 3821, 3824, 3868 |
| 40                                                                           | Encs, autóbusz-állomás végállomás               | 52.4 km | 3720, 3723, 3728, 3801, 3802, 3803, 3804, 3806, 3808, 3809, 3810, 3811, 3812, 3815, 3816, 3819, 3821, 3824 IC, személyvonat – Forró-Encs [80.] |